# Рудний (Бєлгородська область)
Рудний (рос. Рудный) — селище у Новооскольському районі Бєлгородської області Російської Федерації.
Населення становить 429 осіб. Входить до складу муніципального утворення Новооскольський міський округ.

## Історія
Населений пункт розташований у східній частині української суцільної етнічної території — східній Слобожанщині.
Від 2018 року органом місцевого самоврядування є Новооскольський міський округ.

## Населення
| 2002 | 2010 | 2014 | 2015 | 2016 |
| ---- | ---- | ---- | ---- | ---- |
| 551  | ↘429 | ↘415 | ↘411 | ↘407 |